# Фан Ван Кхай
Фан Ван Кхай (в'єт. Phan Văn Khải, 25 грудня 1933 — 17 березня 2018) — в'єтнамський державний діяч, прем'єр-міністр В'єтнаму у 1997–2006 роках.

## Біографія
Народився в Сайгоні, з 14 років брав участь у національно-визвольному русі. Після Женевської конференції 1954 року, відповідно до якої В'єтнам було розділено на Північний та Південний, переїхав до північної частини країни, де брав участь у проведенні аграрної реформи. Закінчив у Ханої коледж іноземних мов, після чого був відряджений на навчання до СРСР, п'ять років навчався на економічному факультеті МДУ. Після повернення на батьківщину працював економістом на керівних постах, а 1973 року включився до діяльності В'єтконгу з формування майбутньої адміністрації Південного В'єтнаму. Після визволення Сайгона (Хошиміна) 1975 року працював у Народному комітеті (мерії) Хошиміна: заступником голови планової комісії, віце-мером, з 1985 до 1989 року — мером Хошиміна.
У квітні 1989 року був призначений на посаду голови Держплану СРВ та переїхав до Ханоя. 1991 року був обраний членом політбюро ЦК КПВ й віце-прем'єром уряду країни.
З вересня 1997 до червня 2006 року — прем'єр-міністр Соціалістичної Республіки В'єтнам, у червні 2006 року вийшов у відставку.
У червні 2005 року Фан Ван Кхай здійснив офіційний візит до США, це був перший візит до США в'єтнамського керівника такого рангу. Фан Ван Кхай і президент США Джордж Буш за підсумками перемовин у Білому домі опублікували спільну заяву, в якій визначили 6 галузей взаємного співробітництва та його основні принципи, включаючи співпрацю в боротьбі з глобальним тероризмом, транснаціональною злочинністю, наркобізнесом і торгівлею людьми, а також надання медичної та гуманітарної допомоги. Джордж Буш запевнив Фан Ван Кхая у всебічній підтримці вступу В'єтнаму до СОТ, сторони також домовились про спільне створення умов для збільшення інвестицій США до економіки В'єтнаму.

## Нагороди
- 3 медалі за участь у визвольній боротьбі проти Франції;
- 3 медалі за участь у визвольній боротьбі проти США.
- Орден Золотої Зірки.
- Пам'ятна медаль до 40-річчя Комуністичної партії В'єтнаму.